# Calathea compacta
Calathea compacta är en strimbladsväxtart som beskrevs av S.Suárez och Gloria A. Galeano. Calathea compacta ingår i släktet Calathea och familjen strimbladsväxter. Inga underarter finns listade.